# لاديسلاف ديك
لاديسلاف ديك (بالسلوفاكية: Ladislav Deák)‏ هو مؤرخ سلوفاكي، ولد في 13 يناير 1931، وتوفي في 15 نوفمبر 2011.